# Ludwig Hildenhagen

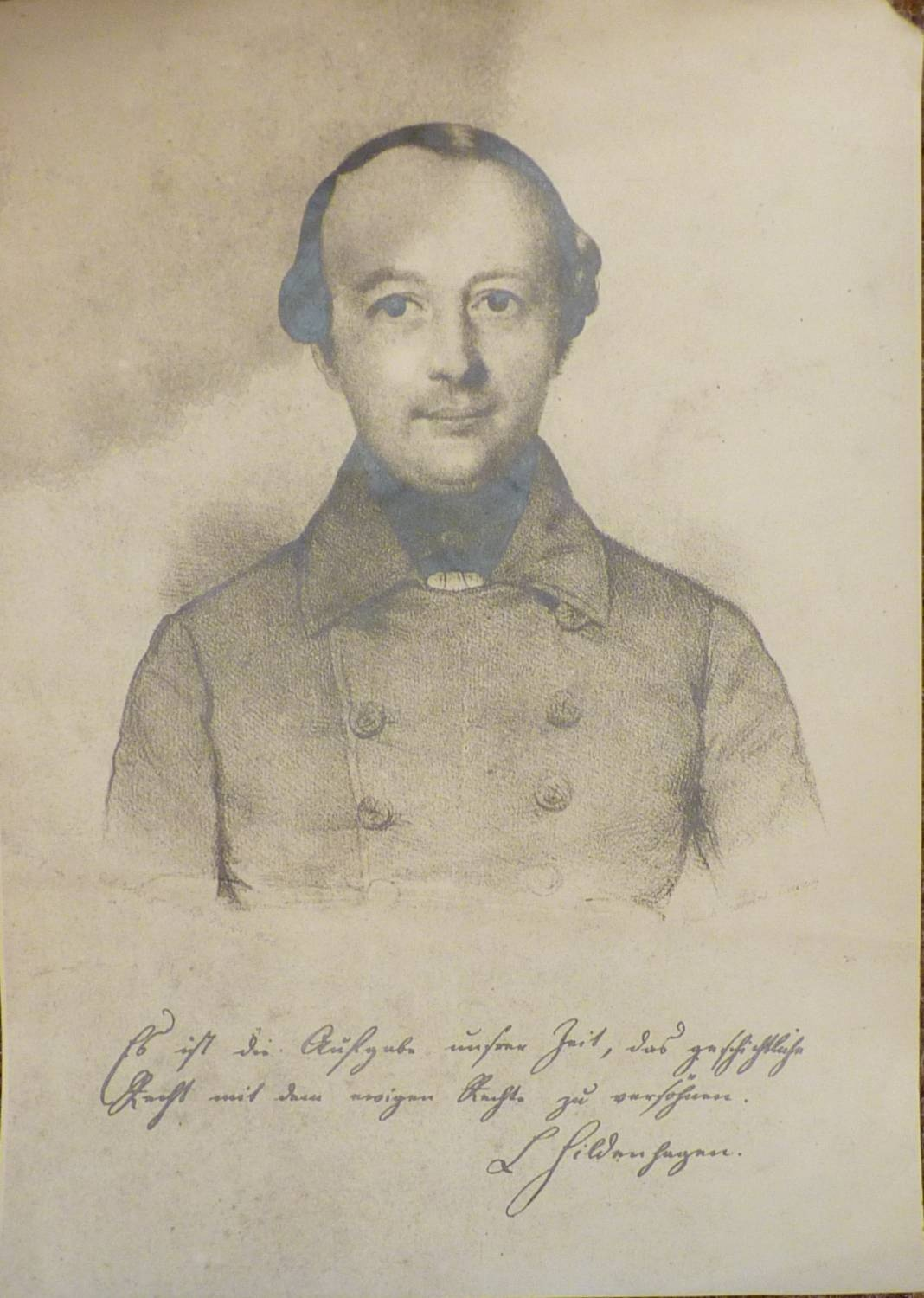
Ludwig Hildenhagen im Alter von 20 bis 30 Jahren. Handschriftlicher Text unter dem Porträt: Es ist die Aufgabe unserer Zeit, das geschichtliche Recht mit dem ewigen Rechte zu versöhnen. L. Hildenhagen

Ludwig Hildenhagen (* 28. Mai 1809 in Lochau; † 16. Februar 1893 in Halle a/S) war ein deutscher evangelischer Pfarrer und Politiker.

## Familie
Ludwig Hildenhagen war der Sohn von Johann Friedrich Christoph Hildenhagen (1782–1831), Amtsrat und Rittergutsbesitzer in Lochau und der Johanna Christiane geb. Voigt (1785–1815). Ludwig Hildenhagen heiratete am 25. September 1838 Sophie Ernestine Luise Krüger (* 3. Juni 1817 in Celle; † 17. März 1897) in Celle. Das Paar hatte acht Kinder.

## Werdegang
Hildenhagen besuchte die Klosterschule Roßleben. Er studierte Evangelische Theologie an der Theologischen Fakultät Halle und der neuen Universität Berlin. In Halle wurde er Mitglied des burschenschaftlichen Kränzchens (1828) und des Corps Saxonia Halle (1829). Ab 1838 war er Pfarrer in Quetz bei Halle. Er stand in Kontakt mit Friedrich Fröbel und leitete den ersten Kindergarten in der Provinz Sachsen. Dort gründete er auch eine Ackerbauschule. Im Jahr 1848 war er für den Wahlkreis Bitterfeld Mitglied der Preußischen Nationalversammlung. Dort amtierte er als Schriftführer. Gegen die Gegenrevolution beteiligte er sich im November 1848 an der Steuerverweigerungskampagne. Im Jahr 1849 war er Mitglied der Zweiten Kammer des Preußischen Landtages. Er lehnte die oktroyierte Verfassung ab und gehörte zu einer Gruppe von 47 Abgeordneten, die eine Verfassungsreform mit dem Ziel einer demokratisch-konstitutionellen Monarchie forderten. Wegen seiner politischen Tätigkeit während der Revolution wurde er 1851 als Pfarrer entlassen. Er ging nach Halle und lebte als Privatgelehrter sowie als Agent der Gothaer Feuerversicherungs- und Lebensversicherungsbank. In Halle war Hildenhagen führend am dortigen Handwerkerbildungs- und Gewerbeverein beteiligt. Er wurde 1863 Stadtverordneter und 1872 unbesoldeter Stadtrat.

## Werke
- Die Fortbildungsschule für die Landbewohner. Ein Wort an den Bauernstand in der Provinz Sachsen. Halle, Kümmel, 1848, 21 S.
- Die Geschichte der christlichen Kirchenverfassung, eine Erinnerung an das Wort „Die Kirche soll sich aus sich selbst erbauen!“ Vortrag im Deutschen Protestanten-Verein zu Halle, 9. Februar 1879. Halle, Niemeyer, 1879, S. 28.
- mit Carl Schwarz: Zwei Vorträge gehalten am 6. August in einer Versammlung protestantischer Freunde zu Halle. Halle, Helbig, 1845, S. 36.